# NGC 746
NGC 746 је галаксија у сазвежђу Андромеда која се налази на NGC листи објеката дубоког неба.
Деклинација објекта је + 44° 55' 6" а ректасцензија 1h 57m 51,0s. Привидна величина (магнитуда) објекта NGC 746 износи 13,0 а фотографска магнитуда 13,6. Налази се на удаљености од 12,3000 милиона парсека од Сунца. NGC 746 је још познат и под ознакама UGC 1438, MCG 7-5-3, CGCG 538-4, IRAS 01548+4441, PGC 7399.